# Mister Peabody Goes to Baltimore
Mister Peabody Goes to Baltimore ist ein Jazzalbum des Blasmusikers Joe McPhee. Die zwischen dem 21. und 23. September 2000 in verschiedenen Veranstaltungsstätten des Baltimore High Zero Festival of Experimental Improvised Music 2000 in Baltimore entstandenen Aufnahmen erschienen 2001 auf dem Label Recorded.

## Hintergrund
Die Aufnahmen entstanden 2000 beim Baltimore High Zero Festival of Experimental Improvised Music, einem der sehr seltenen Festivals der freien Improvisation, bei denen die Teilnehmer mit unbekannten Mitspielern tatsächlich ungehindert in Neuland aufbrechen, schrieb Eugene Chadbourne; auch bei den Auftritten Joe McPhees auf dem Festival High Zero in Baltimore handelte es sich allesamt um erste Begegnungen. Die Aufnahmen entstanden bei vier Live-Auftritten McPhees in Baltimore, am 21. September 2000 im American Visionary Arts Museum, am 22. September 2000 in The 14K Cabaret, am 23. September 2000 im The Charles Theater und The Howard Street Bridge. Die Besetzung für jede Aufführung im Festival wurde von den Organisatoren ausgewählt.
Mister Peabody ist im Amerikanischen eine kollektive Charakterisierung all derer, die in eine fremde Stadt (in diesem Falle McPhee nach Baltimore) kommen, außerdem eine Anspielung auf den sprechenden Hund aus der Zeichentrickserie The Adventures of Rocky and Bullwinkle and Friends (1959–64).

## Titelliste
- Joe McPhee: Mister Peabody Goes to Baltimore (Recorded 005)[3]

1. Before the Fall 33:32
2. Night of the Krell 15:30
3. Klatu 8:38
4. Homeless 3:02

Die Kompositionen stammen von Joe McPhee.

## Rezeption
Eugene Chadbourne verlieh dem Album in Allmusic vier Sterne und schrieb, einige erfreuliche Aspekte der grandiosen Baltimore-Szene seien die höchst originelle, manchmal geradezu skurrile Elektronik und die Instrumentenspieler, die diese ausgedehnten Stücke oft in Vignetten von überzeugender Vielfalt verwandelt hätten. Mehr als 33 Minuten von Before the Fall seien glorreich, eine Gelegenheit für erfahrene Improvisatoren, genügend Entwicklungen für eine Orchestersuite zu schaffen, und der Hörer wird zweifellos überrascht sein, zu erkennen, dass nur drei Musiker auftreten. Saxophonist Jack Wright werde gut herausgestellt, und obwohl dies nicht seine intensivste Aufnahme sei, scheine seine Sympathie für McPhee vollkommen zu sein. Ian Nagoski, Michael Johnson und James Coleman sind einige der elektronischen Derwische, deren Beiträge so mächtig sind. „Sie sind wie große Chili-Köche, die zu einem Wettbewerb kommen, wobei ihr Essen ein betörendes Aroma verströmt; Johnson spielt auch Sopransaxophon und hat eine Singende Säge zur Hand, während Coleman ein Theremin auf „Klatu“ spielt, eine Anspielung auf den [Science-Fiction-Film] The Day the Earth Stood Still, und diesmal gibt es keinen Zweifel. Am Ende könnte das letzte Trompetensolo mit dem Titel Homeless der Preisträger sein. Welcher Preis? Der Peabody Award natürlich“ scherzt er.
Nach Ansicht von Michael A. Parker, der das Album in All About Jazz rezensierte, hat das Wort „experimentell“ hier wirklich einiges Gewicht, denn obwohl die meisten Improvisationen von Natur aus auf dem Streben nach neuen musikalischen Ideen beruhen, bewegen sich selbst hoch gefeierte Beispiele der Improvisation typischerweise innerhalb bestimmter etablierter Parameter, die oft durch das persönliche Vokabular der Musiker bestimmt werden. Im Gegensatz dazu scheint das High Zero Festival, und allgemeiner die Red-Room-Konzertreihe, von der es eine Erweiterung ist, darauf zu beruhen, alle Parameter der Musik in Frage zu stellen. Der Autor sieht zwei Hauptwege, wie diese radikalere Art der Improvisation erreicht werde: durch Musiker, die bestrebt zu sein scheinen, ihr eigenes persönliches Vokabular ständig infrage zu stellen, oder durch extrem heterogene Kooperationen. Für Joe McPhee gelte zweiteres, so Parker weiter, und er sei sich sicher, dass er nicht ahnte, dass er seinen Namen mit einer der explorativsten und geradezu seltsamsten Improvisationsplatten des Jahres verbinden würde; er tauchte einfach mit seinen Blasinstrumenten auf und spielte.